# Gabriela Dalla-Corte Caballero
Gabriela Dalla-Corte Caballero   (Rosario, 13 de febrer de 1968 - Barcelona, 24 de desembre de 2017) fou una historiadora i escriptora argentina especialitzada en la història d'Amèrica, que va exercir de professora titular en la Universitat de Barcelona des de 2008.
Va formar-se en Geografia en la Universitat Nacional de Rosario, on va cursar també un màster sobre societat i poder des de la perspectiva de gènere. El 1995 es va traslladar a Barcelona, on entre 1999 i 2000 va obtenir a la UB un doble doctorat cum laude en Història d'Amèrica i en Antropologia Social i Cultural.
En els seus estudis va destacar per desxifrar la història tant d'Amèrica Llatina com de les antigues metròpolis imperialistes. Va aprofundir en les tenses relacions entre els estats i les seves regions, els conflictes diplomàtics i les guerres; posant el focus sobre col·lectius minoritaris: dones, indígenes o esclaus.
Va dirigir des de 2015 el Boletín Americanista, editat per la UB i fou vicedirectora de la revista Naveg@mérica, de l'Associació Espanyola d'Americanistes. Va ser membre de l’Associació d’Historiadors Llatinoamericans i del Carib (ADHILAC) i va estar vinculada a la Casa Amèrica Catalunya. Aquesta institució va homenatjar la Gabriela batejant amb el seu nom la seva biblioteca.

## Obra destacada
- Dalla Corte, Gabriela. Vida y muerte de una aventura en el Rio de la Plata, Jaime Alsina i Verjés, 1770/1836. Historia, Derecho y familia en la disolución del orden colonial (Tesi: Doctorat) (en castellà).  Universitat de Barcelona, 1999-02-03.
- Dalla Corte, Gabriela. Casa de América de Barcelona (1911-1947): Comillas, Cambó, Gili, Torres y mil empresarios en una agencia de información e influencia internacional (en castellà).  Madrid: LID, 2005. ISBN 978-84-88717-82-5.
- Dalla Corte, Gabriela; Lluís i Vidal-Folch, Ariadna; Ventura i Oller, Montserrat. La Frontera entre límits i ponts.  Barcelona: Casa Amèrica Catalunya, 2006.
- Dalla Corte, Gabriela. En defensa del hospital madre : mujeres de la Sociedad de Beneficencia de Rosario (en castellà), 2015. ISBN 978-987-3864-03-2.
- Dalla Corte, Gabriela. La Guerra del Chaco : ciudadanía, estado y nación en el siglo XX : la crónica fotográfica de Carlos de Sanctis (en castellà), 2015. ISBN 978-99953-73-61-0.
- Dalla Corte, Gabriela. De España a Francia : brigadistas paraguayos a través de la fotografía (en castellà), 2016. ISBN 978-84-475-4009-9.